# D14-es hajóvonal (Budapest)
A budapesti D14-es jelzésű dunai kompjárat Csepel, Királyerdő és Soroksár, Molnár-sziget között közlekedik, félóránként. 2014. március 15-e előtt soroksári rév néven közlekedett. Az egyetlen fővárosi átkelőhajót a Budapesti Közlekedési Központ megrendelésére a Rudas és Társa Bt. üzemelteti.

## Hajók
1983-ban a Horányi Hajógyárban, a Pestmegyei Révhajózási és Hajóépítő Vállalat készítette az itt üzemelő villanymotoros bányacsörlővontatású kompot.

## Kikötői
| 0 | Csepel-Királyerdő       | 3 | 71, 148, 152 |
| 3 | Soroksár, Molnár-sziget | 0 | 66, 66B, 66E, 135, 166 626, 627, 628, 629, 630, 631, 632, 635, 636, 650, 653, 654, 655, 659, 660, 661 1080, 1110 |